# Грецаго
Грецаго (итал. Grezzago) је насеље у Италији у округу Милано, региону Ломбардија.
Према процени из 2011. у насељу је живело 2802 становника. Насеље се налази на надморској висини од 179 м.

## Становништво
| 1931. | 1936. | 1951. | 1961. | 1971. | 1981. | 1991. | 2001. | 2011. |
| ----- | ----- | ----- | ----- | ----- | ----- | ----- | ----- | ----- |
| 801   | 836   | 976   | 1.068 | 1.228 | 1.297 | 1.628 | 2.090 | 2.842 |